# Olympische Sommerspiele 1952/Turnen
Bei den Olympischen Sommerspielen 1952 in der finnischen Hauptstadt Helsinki fanden 15 Wettbewerbe im Gerätturnen statt, davon acht für Männer und sieben für Frauen. Austragungsort war die Messehalle im Stadtteil Töölö. Erstmals standen Einzelwettbewerbe der Frauen auf dem Programm und nicht mehr ausschließlich der Mehrkampf.

## Bilanz

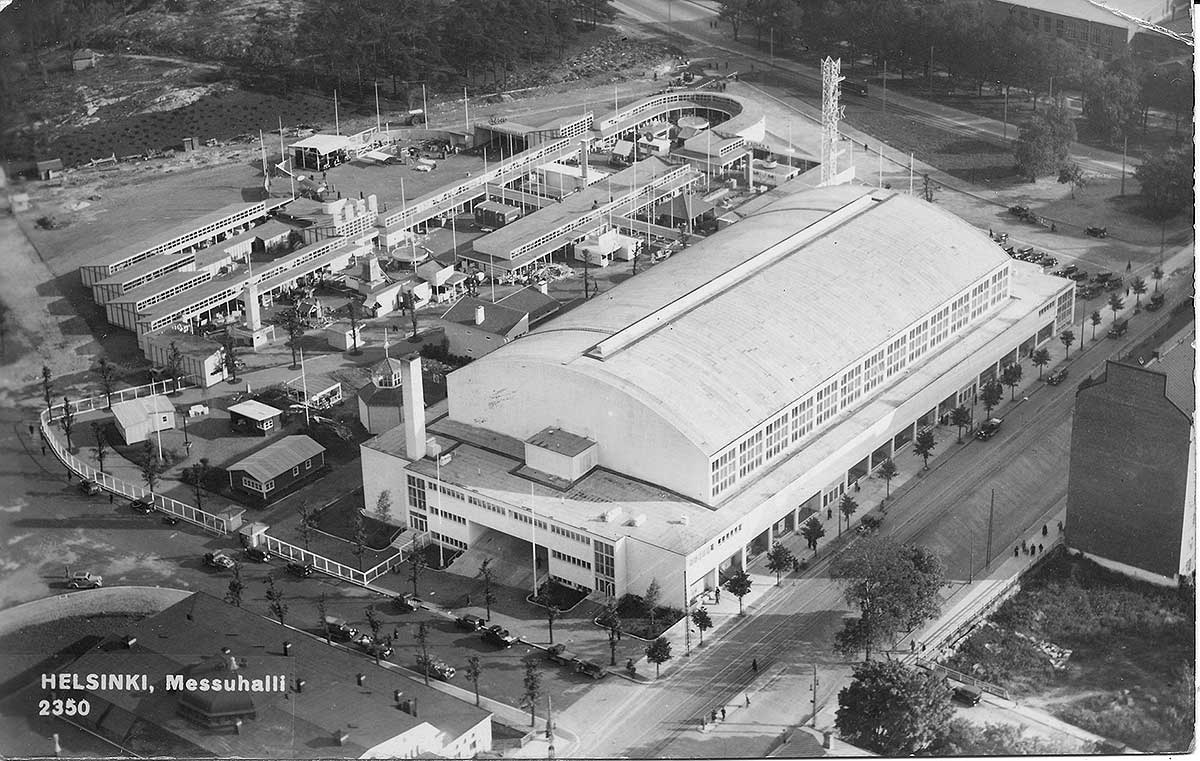
Mesuhalli

### Medaillenspiegel
| Platz | Land        | Gold | Silber | Bronze | Gesamt |
| ----- | ----------- | ---- | ------ | ------ | ------ |
| 1     | Sowjetunion | 9    | 11     | 2      | 22     |
| 2     | Schweiz     | 2    | 2      | 3      | 7      |
| 3     | Ungarn      | 2    | 1      | 5      | 8      |
| 4     | Schweden    | 2    | –      | –      | 2      |
| 5     | Japan       | –    | 2      | 2      | 4      |
| 6     | Deutschland | –    | 1      | –      | 1      |
| 6     | Polen       | –    | 1      | –      | 1      |
| 8     | Finnland    | –    | –      | 1      | 1      |
| 8     | Tschechien  | –    | –      | 1      | 1      |

### Medaillengewinner
| Konkurrenz           | Gold | Silber | Bronze |
| -------------------- | --- | --- | --- |
| Mannschaftsmehrkampf | Wladimir Beljakow, Iossif Berdijew, Jewgeni Korolkow, Dmytro Leonkin, Walentin Muratow, Michail Perlman, Hrant Schahinjan, Wiktor Tschukarin | Hans Eugster, Ernst Fivian, Ernst Gebendinger, Jack Günthard, Hans Schwarzentruber, Josef Stalder, Melchior Thalmann, Jean Tschabold | Paavo Aaltonen, Kalevi Laitinen, Onni Lappalainen, Kaino Lempinen, Berndt Lindfors, Olavi Rove, Heikki Savolainen, Kalevi Viskari |
| Einzelmehrkampf      | Wiktor Tschukarin | Hrant Schahinjan | Josef Stalder |
| Barren               | Hans Eugster | Wiktor Tschukarin | Josef Stalder |
| Bodenturnen          | William Thoresson | Tadao Uesako Jerzy Jokiel | – |
| Pferdsprung          | Wiktor Tschukarin | Masao Takemoto | Takashi Ono Tadao Uesako |
| Reck                 | Jack Günthard | Alfred Schwarzmann Josef Stalder | – |
| Ringe                | Hrant Schahinjan | Wiktor Tschukarin | Hans Eugster Dmytro Leonkin |
| Seitpferd            | Wiktor Tschukarin | Jewgeni Korolkow Hrant Schahinjan | – |

| Konkurrenz           | Gold | Silber | Bronze |
| -------------------- | --- | --- | --- |
| Mannschaftsmehrkampf | Nina Botscharowa, Pelageja Danilowa, Medea Dschugeli, Marija Gorochowskaja, Jekaterina Kalintschuk, Galina Minaitschewa, Galina Schamrai, Galina Urbanowitsch | Andrea Bodó, Irén Karcsics-Daruházi, Erzsébet Gulyás-Köteles, Ágnes Keleti, Margit Korondi, Edit Weckinger-Perényi, Olga Tass, Mária Kövi-Zalai               | Hana Bobková, Eva Bosáková, Alena Chadimová, Jana Rabasová, Alena Reichová, Matylda Šínová, Božena Srncová, Věra Vančurová                      |
| Einzelmehrkampf      | Marija Gorochowskaja | Nina Botscharowa | Margit Korondi |
| Bodenturnen          | Ágnes Keleti | Marija Gorochowskaja | Margit Korondi |
| Pferdsprung          | Jekaterina Kalintschuk | Marija Gorochowskaja | Galina Minaitschewa |
| Schwebebalken        | Nina Botscharowa | Marija Gorochowskaja | Margit Korondi |
| Stufenbarren         | Margit Korondi | Marija Gorochowskaja | Ágnes Keleti |
| Gruppengymnastik     | Evy Berggren, Vanja Blomberg, Ann-Sofi Pettersson-Colling, Karin Lindberg, Hjördis Nordin, Göta Pettersson, Gun Röring, Ingrid Sandahl                        | Nina Botscharowa, Pelageja Danilowa, Medea Dschugeli, Marija Gorochowskaja, Jekaterina Kalintschuk, Galina Minaitschewa, Galina Schamrai, Galina Urbanowitsch | Andrea Bodó, Irén Karcsics-Daruházi, Erzsébet Gulyás-Köteles, Ágnes Keleti, Margit Korondi, Edit Weckinger-Perényi, Olga Tass, Mária Kövi-Zalai |

## Ergebnisse Männer

### Mannschaftsmehrkampf
| Platz | Land | Sportler | Punkte |
| ----- | ---- | --- | ------ |
| 1     | URS  | Wladimir Beljakow, Iossif Berdijew, Jewgeni Korolkow, Dmytro Leonkin, Walentin Muratow, Michail Perlman, Hrant Schahinjan, Wiktor Tschukarin | 574,40 |
| 2     | SUI  | Hans Eugster, Ernst Fivian, Ernst Gebendinger, Jack Günthard, Hans Schwarzentruber, Josef Stalder, Melchior Thalmann, Jean Tschabold         | 567,50 |
| 3     | FIN  | Paavo Aaltonen, Kalevi Laitinen, Onni Lappalainen, Kaino Lempinen, Berndt Lindfors, Olavi Rove, Heikki Savolainen, Kalevi Viskari            | 564,20 |
| 4     | GER  | Helmut Bantz, Adalbert Dickhut, Jakob Kiefer, Friedel Overwien, Hans Pfann, Alfred Schwarzmann, Erich Wied, Theo Wied                        | 561,20 |
| 5     | JPN  | Akitomo Kaneko, Tetsumi Nabeya, Takashi Ono, Masao Takemoto, Tadao Uesako                                                                    | 556,90 |
| 6     | HUN  | József Fekete, Ferenc Kemény, Károly Kocsis, János Mogyorósi-Klencs, Ferenc Pataki, Sándor Réthy, Lajos Sántha, Lajos Tóth                   | 555,80 |
| 7     | TCH  | Ferdinand Daniš, Vladimír Kejř, Miloš Kolejka, Jindřich Mikulec, Zdeněk Růžička, Josef Škvor, Leo Sotorník, Josef Svoboda                    | 555,55 |
| 8     | USA  | Jack Beckner, Walter Blattmann, Vincent D’Autorio, Donald Holder, William Roetzheim, Edward Scrobe, Charles Simms, Robert Stout              | 543,15 |
| 9     | BUL  | Nikolai Atanassow, Dimitar Jordanow, Wassil Konstantinow, Nikolai Milew, Stojan Stojanov, Mintscho Todorow, Todor Todorow, Ilija Topalow     | 540,90 |
| 10    | ITA  | Fabio Bonacina, Silvio Brivio, Arrigo Carnoli, Guido Figone, Orlando Polmonari, Littorio Sampieri, Quinto Vadi, Luigi Zanetti                | 537,55 |

Datum: 19. bis 21. Juli 1952

170 Teilnehmer aus 23 Ländern

### Einzelmehrkampf
| Platz | Land | Sportler          | Punkte |
| ----- | ---- | ----------------- | ------ |
| 1     | URS  | Wiktor Tschukarin | 115,70 |
| 2     | URS  | Hrant Schahinjan  | 114,95 |
| 3     | SUI  | Josef Stalder     | 114,75 |
| 4     | URS  | Walentin Muratow  | 113,65 |
| 5     | SUI  | Hans Eugster      | 113,40 |
| 6     | URS  | Wladimir Beljakow | 113,35 |
| 6     | URS  | Jewgeni Korolkow  | 113,35 |
| 8     | SUI  | Jean Tschabold    | 113,30 |
| 9     | GER  | Helmut Bantz      | 113,25 |
| 10    | URS  | Iossif Berdijew   | 113,10 |

Datum: 19. bis 21. Juli 1952

185 Teilnehmer aus 29 Ländern

### Barren
| Platz | Land | Sportler             | Punkte |
| ----- | ---- | -------------------- | ------ |
| 1     | SUI  | Hans Eugster         | 19,65  |
| 2     | URS  | Wiktor Tschukarin    | 19,60  |
| 3     | SUI  | Josef Stalder        | 19,50  |
| 4     | URS  | Hrant Schahinjan     | 19,35  |
| 5     | TCH  | Ferdinand Daniš      | 19,30  |
| 5     | URS  | Jewgeni Korolkow     | 19,30  |
| 5     | SUI  | Jean Tschabold       | 19,30  |
| 8     | URS  | Wladimir Beljakow    | 19,25  |
| 8     | URS  | Walentin Muratow     | 19,25  |
| 10    | JPN  | Akitomo Kaneko       | 19,20  |
|       |      |                      |        |
| 12    | GER  | Helmut Bantz         | 19,10  |
| 13    | SUI  | Jack Günthard        | 19,05  |
| 15    | GER  | Alfred Schwarzmann   | 19,00  |
| 15    | GER  | Theo Wied            | 19,00  |
| 18    | SUI  | Hans Schwarzentruber | 18,95  |
| 19    | GER  | Adalbert Dickhut     | 18,85  |
| 23    | GER  | Hans Pfann           | 18,75  |
| 23    | AUT  | Johann Sauter        | 18,75  |
| 23    | SUI  | Melchior Thalmann    | 18,75  |
| 27    | GER  | Jakob Kiefer         | 18,65  |
| 27    | GER  | Erich Wied           | 18,65  |
| 38    | SUI  | Ernst Gebendinger    | 18,50  |
| 40    | GER  | Friedel Overwien     | 18,45  |
| 40    | AUT  | Willi Welt           | 18,45  |
| 49    | SUI  | Ernst Fivian         | 18,30  |
| 49    | AUT  | Wolfgang Girardi     | 18,30  |
| 52    | AUT  | Ernst Wister         | 18,25  |
| 54    | AUT  | Hans Friedrich       | 18,20  |
| 74    | AUT  | Franz Kempter        | 17,90  |
| 100   | AUT  | Paul Grubenthal      | 17,60  |
| 182   | AUT  | Friedrich Fetz       | 08,40  |

Datum: 19. bis 21. Juli 1952

185 Teilnehmer aus 29 Ländern

### Bodenturnen
| Platz | Land | Sportler             | Punkte |
| ----- | ---- | -------------------- | ------ |
| 1     | SWE  | William Thoresson    | 19,25  |
| 2     | JPN  | Tadao Uesako         | 19,15  |
| 2     | POL  | Jerzy Jokiel         | 19,15  |
| 4     | JPN  | Takashi Ono          | 19,05  |
| 5     | FIN  | Onni Lappalainen     | 19,00  |
| 6     | FIN  | Kalevi Laitinen      | 18,95  |
| 6     | SWE  | Anders Lindh         | 18,95  |
| 8     | TCH  | Ferdinand Daniš      | 18,90  |
| 8     | URS  | Hrant Schahinjan     | 18,90  |
| 8     | USA  | Robert Stout         | 18,90  |
|       |      |                      |        |
| 15    | SUI  | Josef Stalder        | 18,65  |
| 32    | GER  | Adalbert Dickhut     | 18,40  |
| 38    | GER  | Helmut Bantz         | 18,20  |
| 41    | SUI  | Ernst Fivian         | 18,15  |
| 41    | SUI  | Jean Tschabold       | 18,15  |
| 47    | SUI  | Ernst Gebendinger    | 18,05  |
| 47    | AUT  | Ernst Wister         | 18,05  |
| 66    | SUI  | Hans Eugster         | 17,70  |
| 71    | AUT  | Johann Sauter        | 17,60  |
| 71    | GER  | Hans Pfann           | 17,60  |
| 73    | GER  | Theo Wied            | 17,55  |
| 78    | GER  | Alfred Schwarzmann   | 17,50  |
| 84    | SUI  | Hans Schwarzentruber | 17,40  |
| 92    | GER  | Erich Wied           | 17,25  |
| 96    | SUI  | Jack Günthard        | 17,15  |
| 103   | SUI  | Melchior Thalmann    | 17,00  |
| 112   | AUT  | Wolfgang Girardi     | 16,75  |
| 121   | GER  | Friedel Overwien     | 16,50  |
| 125   | AUT  | Willi Welt           | 16,40  |
| 126   | AUT  | Paul Grubenthal      | 16,35  |
| 134   | AUT  | Friedrich Fetz       | 16,20  |
| 161   | AUT  | Franz Kempter        | 14,90  |
| 180   | GER  | Jakob Kiefer         | 08,75  |
| 185   | AUT  | Hans Friedrich       | 06,10  |

Datum: 19. bis 21. Juli 1952

185 Teilnehmer aus 29 Ländern

### Pferdsprung
| Platz | Land | Sportler             | Punkte |
| ----- | ---- | -------------------- | ------ |
| 1     | URS  | Wiktor Tschukarin    | 19,20  |
| 2     | JPN  | Masao Takemoto       | 19,15  |
| 3     | JPN  | Takashi Ono          | 19,10  |
| 3     | JPN  | Tadao Uesako         | 19,10  |
| 5     | SUI  | Hans Eugster         | 18,95  |
| 5     | GER  | Theo Wied            | 18,95  |
| 7     | URS  | Iossif Berdijew      | 18,90  |
| 7     | SUI  | Ernst Fivian         | 18,90  |
| 9     | GER  | Adalbert Dickhut     | 18,85  |
| 9     | AUT  | Wolfgang Girardi     | 18,85  |
|       |      |                      |        |
| 13    | GER  | Helmut Bantz         | 18,80  |
| 13    | GER  | Alfred Schwarzmann   | 18,80  |
| 13    | SUI  | Josef Stalder        | 18,80  |
| 19    | SUI  | Jean Tschabold       | 18,70  |
| 28    | SUI  | Melchior Thalmann    | 18,60  |
| 40    | AUT  | Willi Welt           | 18,45  |
| 44    | AUT  | Paul Grubenthal      | 18,40  |
| 44    | GER  | Friedel Overwien     | 18,40  |
| 44    | SUI  | Hans Schwarzentruber | 18,40  |
| 54    | SUI  | Ernst Gebendinger    | 18,35  |
| 54    | AUT  | Johann Sauter        | 18,35  |
| 54    | GER  | Erich Wied           | 18,35  |
| 65    | SUI  | Jack Günthard        | 18,30  |
| 70    | AUT  | Hans Friedrich       | 18,25  |
| 83    | GER  | Hans Pfann           | 18,10  |
| 107   | AUT  | Friedrich Fetz       | 17,70  |
| 114   | AUT  | Ernst Wister         | 17,60  |
| 123   | AUT  | Franz Kempter        | 17,40  |
| 182   | GER  | Jakob Kiefer         | 09,00  |

Datum: 19. bis 21. Juli 1952

185 Teilnehmer aus 29 Ländern

### Reck
| Platz | Land | Sportler             | Punkte |
| ----- | ---- | -------------------- | ------ |
| 1     | SUI  | Jack Günthard        | 19,55  |
| 2     | GER  | Alfred Schwarzmann   | 19,50  |
| 2     | SUI  | Josef Stalder        | 19,50  |
| 4     | FIN  | Heikki Savolainen    | 19,45  |
| 5     | URS  | Wiktor Tschukarin    | 19,40  |
| 6     | SUI  | Jean Tschabold       | 19,35  |
| 7     | GER  | Helmut Bantz         | 19,25  |
| 7     | SUI  | Melchior Thalmann    | 19,25  |
| 9     | FIN  | Berndt Lindfors      | 19,20  |
| 9     | URS  | Walentin Muratow     | 19,20  |
|       |      |                      |        |
| 11    | SUI  | Hans Eugster         | 19,15  |
| 14    | GER  | Erich Wied           | 19,05  |
| 29    | AUT  | Johann Sauter        | 18,70  |
| 32    | SUI  | Ernst Gebendinger    | 18,60  |
| 32    | GER  | Theo Wied            | 18,60  |
| 38    | GER  | Jakob Kiefer         | 18,50  |
| 51    | AUT  | Wolfgang Girardi     | 18,20  |
| 51    | GER  | Hans Pfann           | 18,20  |
| 51    | SUI  | Hans Schwarzentruber | 18,20  |
| 56    | GER  | Friedel Overwien     | 18,10  |
| 63    | AUT  | Ernst Wister         | 17,85  |
| 73    | AUT  | Paul Grubenthal      | 17,65  |
| 75    | GER  | Adalbert Dickhut     | 17,60  |
| 79    | SUI  | Ernst Fivian         | 17,45  |
| 92    | AUT  | Franz Kempter        | 17,20  |
| 122   | AUT  | Friedrich Fetz       | 16,25  |
| 137   | AUT  | Willi Welt           | 15,70  |
| 184   | AUT  | Hans Friedrich       | 04,00  |

Datum: 19. bis 21. Juli 1952

185 Teilnehmer aus 29 Ländern

### Ringe

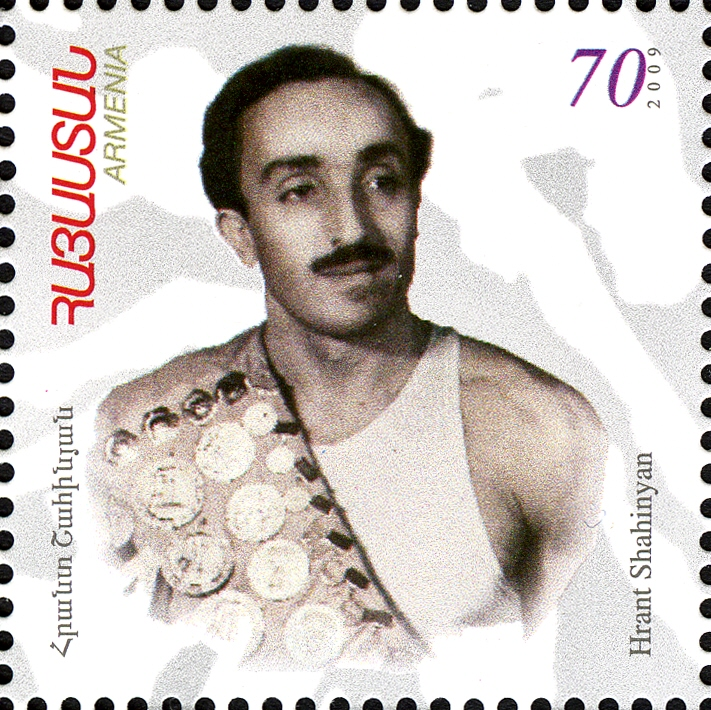
Hrant Schahinjan auf einer armenischen Briefmarke (2009)

| Platz | Land | Sportler             | Punkte |
| ----- | ---- | -------------------- | ------ |
| 1     | URS  | Hrant Schahinjan     | 19,75  |
| 2     | URS  | Wiktor Tschukarin    | 19,55  |
| 3     | SUI  | Hans Eugster         | 19,40  |
| 3     | URS  | Dmytro Leonkin       | 19,40  |
| 5     | URS  | Walentin Muratow     | 19,35  |
| 6     | JPN  | Masao Takemoto       | 19,20  |
| 7     | HUN  | Ferenc Kemény        | 19,15  |
| 7     | URS  | Jewgeni Korolkow     | 19,15  |
| 7     | FIN  | Berndt Lindfors      | 19,15  |
| 7     | EGY  | Ali Zaky Attia       | 19,15  |
| 11    | SUI  | Melchior Thalmann    | 19,10  |
|       |      |                      |        |
| 14    | GER  | Helmut Bantz         | 18,95  |
| 18    | GER  | Hans Pfann           | 18,90  |
| 23    | SUI  | Jean Tschabold       | 18,75  |
| 26    | SUI  | Jack Günthard        | 18,70  |
| 32    | AUT  | Johann Sauter        | 18,60  |
| 38    | SUI  | Hans Schwarzentruber | 18,45  |
| 45    | GER  | Adalbert Dickhut     | 18,40  |
| 45    | GER  | Friedel Overwien     | 18,40  |
| 45    | GER  | Theo Wied            | 18,40  |
| 50    | GER  | Erich Wied           | 18,35  |
| 53    | SUI  | Ernst Fivian         | 18,30  |
| 53    | SUI  | Melchior Thalmann    | 18,30  |
| 58    | GER  | Alfred Schwarzmann   | 18,25  |
| 73    | GER  | Jakob Kiefer         | 17,90  |
| 77    | AUT  | Ernst Wister         | 17,85  |
| 86    | SUI  | Ernst Gebendinger    | 17,70  |
| 104   | AUT  | Wolfgang Girardi     | 17,15  |
| 137   | AUT  | Willi Welt           | 15,90  |
| 148   | AUT  | Franz Kempter        | 15,55  |
| 154   | AUT  | Friedrich Fetz       | 15,30  |
| 168   | AUT  | Paul Grubenthal      | 14,10  |
| 183   | AUT  | Hans Friedrich       | 07,75  |

Datum: 19. bis 21. Juli 1952

185 Teilnehmer aus 29 Ländern

### Seitpferd
| Platz | Land | Sportler             | Punkte |
| ----- | ---- | -------------------- | ------ |
| 1     | URS  | Wiktor Tschukarin    | 19,50  |
| 2     | URS  | Jewgeni Korolkow     | 19,40  |
| 2     | URS  | Hrant Schahinjan     | 19,40  |
| 4     | URS  | Michail Perlman      | 19,30  |
| 5     | SUI  | Josef Stalder        | 19,20  |
| 6     | AUT  | Johann Sauter        | 19,15  |
| 7     | URS  | Wladimir Beljakow    | 19,10  |
| 8     | FIN  | Heikki Savolainen    | 19,05  |
| 8     | SUI  | Jean Tschabold       | 19,05  |
| 10    | HUN  | József Fekete        | 19,00  |
| 11    | GER  | Helmut Bantz         | 18,95  |
| 12    | GER  | Jakob Kiefer         | 18,90  |
| 13    | SUI  | Jack Günthard        | 18,85  |
| 13    | SUI  | Melchior Thalmann    | 18,85  |
|       |      |                      |        |
| 15    | GER  | Friedel Overwien     | 18,80  |
| 18    | GER  | Adalbert Dickhut     | 18,75  |
| 21    | GER  | Hans Pfann           | 18,65  |
| 25    | SUI  | Hans Eugster         | 18,55  |
| 25    | SUI  | Ernst Gebendinger    | 18,55  |
| 37    | GER  | Theo Wied            | 18,20  |
| 43    | GER  | Erich Wied           | 18,05  |
| 49    | AUT  | Franz Kempter        | 17,95  |
| 65    | GER  | Alfred Schwarzmann   | 17,60  |
| 69    | AUT  | Hans Friedrich       | 17,55  |
| 84    | AUT  | Ernst Wister         | 17,20  |
| 87    | AUT  | Willi Welt           | 17,10  |
| 88    | SUI  | Hans Schwarzentruber | 17,00  |
| 90    | SUI  | Ernst Fivian         | 16,85  |
| 120   | AUT  | Paul Grubenthal      | 15,40  |
| 125   | AUT  | Wolfgang Girardi     | 15,25  |
| 162   | AUT  | Friedrich Fetz       | 12,25  |

Datum: 19. bis 21. Juli 1952

185 Teilnehmer aus 29 Ländern

## Ergebnisse Frauen

### Mannschaftsmehrkampf
| Platz | Land | Sportlerinnen | Punkte |
| ----- | ---- | --- | ------ |
| 1     | URS  | Nina Botscharowa, Pelageja Danilowa, Medea Dschugeli, Marija Gorochowskaja, Jekaterina Kalintschuk, Galina Minaitschewa, Galina Schamrai, Galina Urbanowitsch | 527,03 |
| 2     | HUN  | Andrea Bodó, Irén Karcsics-Daruházi, Erzsébet Gulyás-Köteles, Ágnes Keleti, Margit Korondi, Edit Weckinger-Perényi, Olga Tass, Mária Kövi-Zalai               | 520,96 |
| 3     | TCH  | Hana Bobková, Eva Bosáková, Alena Chadimová, Jana Rabasová, Alena Reichová, Matylda Šínová, Božena Srncová, Věra Vančurová                                    | 503,32 |
| 4     | SWE  | Evy Berggren, Vanja Blomberg, Karin Lindberg, Hjördis Nordin, Ann-Sofi Pettersson-Colling, Göta Pettersson, Gun Röring, Ingrid Sandahl                        | 501,83 |
| 5     | GER  | Hanna Grages, Brigitte Kiesler, Hildegard Koop, Elisabeth Ostermeyer, Inge Sedlmaier, Wolfgard Voß, Irma Walther, Lydia Zeitlhofer                            | 495,23 |
| 6     | ITA  | Renata Bianchi, Grazia Bozzo, Miranda Cicognani, Elisabetta Durelli, Licia Macchini, Lidia Pitteri, Luciana Reali, Liliana Scaricabarozzi                     | 494,74 |
| 7     | BUL  | Stojanka Angelowa, Iwanka Dolschewa, Rayna Grigorowa, Jordanka Jowkowa, Penka Prisadaschka, Saltirka Spassowa, Wasilka Stantschewa, Zwetanka Stantschewa      | 493,77 |
| 8     | POL  | Dorota Horzonek, Zofia Kowalczyk, Urszula Łukomska, Honorata Marcińczak, Helena Rakoczy, Stefania Reindl, Stefania Świerzy, Barbara Wilk                      | 483,72 |
| 9     | ROM  | Elisabeta Abrudeanu, Teofila Băiașu, Helga Bîrsan, Olga Göllner, Ileana Gyarfaș, Olga Munteanu, Stela Perin, Eveline Slavici                                  | 483,06 |
| 10    | AUT  | Gertrude Fesl, Gertrude Gollner-Kolar, Gertrude Gries, Hildegard Grill, Ida Kadlec, Edeltraud Schramm, Hedwig Traindl, Gertrude Winnige-Barosch               | 477,80 |

Datum: 22. und 23. Juli 1952

128 Teilnehmerinnen aus 16 Ländern

### Einzelmehrkampf
| Platz | Land | Sportler                 | Punkte |
| ----- | ---- | ------------------------ | ------ |
| 1     | URS  | Marija Gorochowskaja     | 76,78  |
| 2     | URS  | Nina Botscharowa         | 75,94  |
| 3     | HUN  | Margit Korondi           | 75,82  |
| 4     | URS  | Galina Minaitschewa      | 75,67  |
| 5     | URS  | Galina Urbanowitsch      | 75,64  |
| 6     | HUN  | Ágnes Keleti             | 75,58  |
| 7     | URS  | Pelageja Danilowa        | 75,03  |
| 8     | URS  | Galina Schamrai          | 74,97  |
| 9     | URS  | Medea Dschugeli          | 74,95  |
| 10    | HUN  | Edit Weckinger-Perényi   | 74,77  |
|       |      |                          |        |
| 24    | GER  | Irma Walther             | 71,95  |
| 26    | GER  | Hanna Grages             | 71,77  |
| 38    | GER  | Elisabeth Ostermeyer     | 70,91  |
| 53    | GER  | Wolfgard Voß             | 70,00  |
| 54    | GER  | Inge Sedlmaier           | 69,83  |
| 56    | AUT  | Ida Kadlec               | 69,74  |
| 60    | GER  | Lydia Zeitlhofer         | 69,57  |
| 71    | AUT  | Gertrude Fesl            | 68,45  |
| 75    | AUT  | Gertrude Gollner-Kolar   | 68,25  |
| 77    | AUT  | Hedwig Traindl           | 68,02  |
| 80    | GER  | Brigitte Kiesler         | 67,98  |
| 81    | AUT  | Gertrude Winnige-Barosch | 67,87  |
| 91    | AUT  | Gertrude Gries           | 67,07  |
| 105   | AUT  | Edeltraud Schramm        | 65,50  |
| 118   | GER  | Hildegard Koop           | 63,40  |
| 120   | AUT  | Hildegard Grill          | 63,24  |

Datum: 22. und 23. Juli 1952

134 Teilnehmerinnen aus 17 Ländern

### Bodenturnen
| Platz | Land | Sportlerin               | Punkte |
| ----- | ---- | ------------------------ | ------ |
| 1     | HUN  | Ágnes Keleti             | 19,36  |
| 2     | URS  | Marija Gorochowskaja     | 19,20  |
| 3     | HUN  | Margit Korondi           | 19,00  |
| 4     | HUN  | Erzsébet Gulyás-Köteles  | 18,99  |
| 4     | URS  | Galina Urbanowitsch      | 18,99  |
| 6     | URS  | Galina Minaitschewa      | 18,96  |
| 7     | HUN  | Olga Tass                | 18,89  |
| 8     | URS  | Galina Schamrai          | 18,86  |
| 9     | HUN  | Edit Weckinger-Perényi   | 18,82  |
| 10    | URS  | Nina Botscharowa         | 18,70  |
|       |      |                          |        |
| 24    | GER  | Hanna Grages             | 18,09  |
| 31    | GER  | Lydia Zeitlhofer         | 17,99  |
| 37    | AUT  | Ida Kadlec               | 17,89  |
| 47    | GER  | Irma Walther             | 17,73  |
| 52    | GER  | Inge Sedlmaier           | 17,66  |
| 56    | GER  | Elisabeth Ostermeyer     | 17,63  |
| 59    | AUT  | Hedwig Traindl           | 17,59  |
| 67    | AUT  | Gertrude Fesl            | 17,50  |
| 71    | GER  | Wolfgard Voß             | 17,46  |
| 73    | GER  | Brigitte Kiesler         | 17,43  |
| 79    | AUT  | Gertrude Winnige-Barosch | 17,29  |
| 88    | AUT  | Gertrude Gollner-Kolar   | 17,06  |
| 95    | GER  | Hildegard Koop           | 16,96  |
| 103   | AUT  | Edeltraud Schramm        | 16,76  |
| 121   | AUT  | Gertrude Gries           | 16,26  |
| 123   | AUT  | Hildegard Grill          | 16,16  |

Datum: 22. und 23. Juli 1952

134 Teilnehmerinnen aus 17 Ländern

### Pferdsprung
| Platz | Land | Sportlerin               | Punkte |
| ----- | ---- | ------------------------ | ------ |
| 1     | URS  | Jekaterina Kalintschuk   | 19,20  |
| 2     | URS  | Marija Gorochowskaja     | 19,19  |
| 3     | URS  | Galina Minaitschewa      | 19,16  |
| 4     | URS  | Medea Dschugeli          | 19,13  |
| 5     | URS  | Galina Urbanowitsch      | 19,10  |
| 6     | URS  | Nina Botscharowa         | 19,03  |
| 7     | SWE  | Karin Lindberg           | 18,79  |
| 7     | POL  | Helena Rakoczy           | 18,79  |
| 9     | HUN  | Mária Kövi-Zalai         | 18,76  |
| 10    | ITA  | Lidia Pitteri            | 18,73  |
|       |      |                          |        |
| 20    | GER  | Elisabeth Ostermeyer     | 18,43  |
| 27    | GER  | Brigitte Kiesler         | 18,29  |
| 27    | GER  | Wolfgard Voß             | 18,29  |
| 30    | GER  | Hanna Grages             | 18,26  |
| 38    | GER  | Irma Walther             | 18,13  |
| 44    | AUT  | Ida Kadlec               | 18,06  |
| 44    | GER  | Hildegard Koop           | 18,06  |
| 65    | AUT  | Gertrude Winnige-Barosch | 17,76  |
| 71    | GER  | Inge Sedlmaier           | 17,72  |
| 73    | AUT  | Gertrude Gollner-Kolar   | 17,66  |
| 98    | AUT  | Hedwig Traindl           | 17,19  |
| 101   | AUT  | Gertrude Gries           | 17,06  |
| 107   | AUT  | Gertrude Fesl            | 16,76  |
| 117   | GER  | Lydia Zeitlhofer         | 16,13  |
| 118   | AUT  | Edeltraud Schramm        | 15,76  |
| 123   | AUT  | Hildegard Grill          | 15,59  |

Datum: 22. und 23. Juli 1952

134 Teilnehmerinnen aus 17 Ländern

### Schwebebalken
| Platz | Land | Sportlerin               | Punkte |
| ----- | ---- | ------------------------ | ------ |
| 1     | URS  | Nina Botscharowa         | 19,22  |
| 2     | URS  | Marija Gorochowskaja     | 19,13  |
| 3     | HUN  | Margit Korondi           | 19,02  |
| 4     | HUN  | Ágnes Keleti             | 18,96  |
| 5     | URS  | Galina Urbanowitsch      | 18,93  |
| 6     | BUL  | Zwetanka Stantschewa     | 18,86  |
| 6     | HUN  | Olga Tass                | 18,86  |
| 8     | URS  | Galina Schamrai          | 18,79  |
| 9     | URS  | Pelageja Danilowa        | 18,76  |
| 10    | URS  | Galina Minaitschewa      | 18,66  |
|       |      |                          |        |
| 28    | GER  | Irma Walther             | 18,03  |
| 36    | GER  | Lydia Zeitlhofer         | 17,73  |
| 42    | GER  | Hanna Grages             | 17,59  |
| 55    | GER  | Wolfgard Voß             | 17,32  |
| 73    | GER  | Inge Sedlmaier           | 17,09  |
| 75    | GER  | Elisabeth Ostermeyer     | 17,06  |
| 77    | AUT  | Hedwig Traindl           | 17,02  |
| 79    | AUT  | Gertrude Fesl            | 16,96  |
| 90    | AUT  | Gertrude Gollner-Kolar   | 16,73  |
| 92    | AUT  | Edeltraud Schramm        | 16,62  |
| 97    | AUT  | Ida Kadlec               | 16,46  |
| 98    | AUT  | Gertrude Gries           | 16,36  |
| 107   | AUT  | Gertrude Winnige-Barosch | 16,09  |
| 114   | AUT  | Hildegard Grill          | 15,73  |
| 122   | GER  | Brigitte Kiesler         | 15,00  |
| 133   | GER  | Hildegard Koop           | 11,82  |

Datum: 22. und 23. Juli 1952

134 Teilnehmerinnen aus 17 Ländern

### Stufenbarren
| Platz | Land | Sportlerin               | Punkte |
| ----- | ---- | ------------------------ | ------ |
| 1     | HUN  | Margit Korondi           | 19,40  |
| 2     | URS  | Marija Gorochowskaja     | 19,26  |
| 3     | HUN  | Ágnes Keleti             | 19,16  |
| 4     | URS  | Nina Botscharowa         | 18,99  |
| 4     | URS  | Pelageja Danilowa        | 18,99  |
| 6     | HUN  | Edit Weckinger-Perényi   | 18,96  |
| 7     | URS  | Galina Schamrai          | 18,93  |
| 8     | URS  | Galina Minaitschewa      | 18,89  |
| 9     | URS  | Medea Dschugeli          | 18,73  |
| 10    | URS  | Jekaterina Kalintschuk   | 18,66  |
|       |      |                          |        |
| 24    | GER  | Irma Walther             | 18,06  |
| 31    | GER  | Hanna Grages             | 17,83  |
| 37    | GER  | Elisabeth Ostermeyer     | 17,79  |
| 40    | GER  | Lydia Zeitlhofer         | 17,72  |
| 56    | AUT  | Gertrude Gries           | 17,39  |
| 58    | GER  | Inge Sedlmaier           | 17,36  |
| 60    | AUT  | Ida Kadlec               | 17,33  |
| 63    | GER  | Brigitte Kiesler         | 17,26  |
| 66    | AUT  | Gertrude Fesl            | 17,23  |
| 77    | GER  | Wolfgard Voß             | 16,93  |
| 83    | AUT  | Gertrude Gollner-Kolar   | 16,80  |
| 88    | AUT  | Gertrude Winnige-Barosch | 16,63  |
| 89    | GER  | Hildegard Koop           | 16,56  |
| 96    | AUT  | Edeltraud Schramm        | 16,36  |
| 100   | AUT  | Hedwig Traindl           | 16,22  |
| 112   | AUT  | Hildegard Grill          | 15,76  |

Datum: 22. und 23. Juli 1952

134 Teilnehmerinnen aus 17 Ländern

### Gruppengymnastik
| Platz | Land | Sportlerinnen | Punkte |
| ----- | ---- | --- | ------ |
| 1     | SWE  | Evy Berggren, Vanja Blomberg, Ann-Sofi Pettersson-Colling, Karin Lindberg, Hjördis Nordin, Göta Pettersson, Gun Röring, Ingrid Sandahl                        | 74,20  |
| 2     | URS  | Nina Botscharowa, Pelageja Danilowa, Medea Dschugeli, Marija Gorochowskaja, Jekaterina Kalintschuk, Galina Minaitschewa, Galina Schamrai, Galina Urbanowitsch | 73,00  |
| 3     | HUN  | Andrea Bodó, Irén Karcsics-Daruházi, Erzsébet Gulyás-Köteles, Ágnes Keleti, Margit Korondi, Edit Weckinger-Perényi, Olga Tass, Mária Kövi-Zalai               | 71,60  |
| 4     | GER  | Hanna Grages, Brigitte Kiesler, Hildegard Koop, Elisabeth Ostermeyer, Inge Sedlmaier, Wolfgard Voß, Irma Walther, Lydia Zeitlhofer                            | 71,20  |
| 5     | FIN  | Raili Hoviniemi, Arja Lehtinen, Maila Nisula, Pirkko Pyykönen, Vappu Salonen, Raija Simola, Raili Tuominen-Hämäläinen, Pirkko Vilppunen                       | 70,60  |
| 6     | NED  | Jo Cox-Ladru, Helena Gerrietsen, Huiberdina Krul, Johanna Hendrika Ros, Toetie Selbach, Tootje Selbach, Nanny Simon, Jacoba van Kampen                        | 70,00  |
| 6     | TCH  | Jana Rabasová, Hana Bobková, Eva Bosáková, Alena Chadimová, Alena Reichová, Matylda Šínová, Božena Srncová, Věra Vančurová                                    | 70,00  |
| 8     | YUG  | Anka Drinić, Marija Ivandekić, Tereza Kočiš, Milica Rožman, Sonja Rožman, Ada Smolnikar, Nada Spasić, Tanja Žutić                                             | 69,20  |
| 9     | AUT  | Gertrude Fesl, Gertrude Gollner-Kolar, Gertrude Gries, Hildegard Grill, Ida Kadlec, Edeltraud Schramm, Hedwig Traindl, Gertrude Winnige-Barosch               | 68,40  |
| 10    | ITA  | Renata Bianchi, Grazia Bozzo, Miranda Cicognani, Elisabetta Durelli, Licia Macchini, Lidia Pitteri, Luciana Reali, Liliana Scaricabarozzi                     | 68,20  |

Datum: 22. und 23. Juli 1952

128 Teilnehmerinnen aus 16 Ländern